# 1796
1796. је била проста година.

## Догађаји

### Април
- 12. април — Битка код Монтеноте
- 13. април — 14. април — Битка код Милезима
- 14. април — 15. април — Битка код Дегоа
- 21. април — Битка код Мондовија

### Мај
- 10. мај — Битка код Лодија
- 14. мај — Енглески лекар Едвард Џенер успешно вакцинисао против великих богиња једног осмогодишњег дечака и означио почетак модерне имунологије.

### Јул
- 11. јул — Одиграла се завршна фаза битке код Мартинића, након које Пипери и Бјелопавлићи улазе у састав Црне Горе.

### Август
- 6. август – На Цетињу је Скупштина црногорских старешина изгласала „Стегу“, као први писани законски акт у Црној Гори.
- 24. август – Битка код Амберга

### Септембар
- 8. септембар — Битка код Басана
- 17. септембар — Први председник САД Џорџ Вашингтон упутио је америчком народу опроштајну поруку и повукао се на своје имање.

### Октобар
- 2. октобар — Битка код Бибераха
- 3. октобар — Предвођени владиком Петром I Петровићем Његошем Црногорци на Крусима поразили вишеструко бројније снаге скадарског паше Махмута Бушатлије, који је погинуо у тој бици.
- 19. октобар — Французи освајају Бастију, престоницу Англо-корзиканског краљевства.

### Новембар
- 6. новембар — Друга битка код Басана
- 15. новембар — 17. новембар – Битка код Арколе

### Датум непознат
- Википедија:Непознат датум — Други руско-персијски рат (1796)
- Википедија:Непознат датум — Болоњска република

## Рођења

### Јул
- 6. јул — Николај I Романов, руски цар
- 16. јул — Жан Батист Камиј Коро, француски сликар

### Новембар
- 6. новембар — Шарлота од Велса, британска принцеза

### Децембар
- Википедија:Непознат датум — Никола Боројевић, српски песник

## Смрти

### Август
- 16. октобар — Виторио Амедео III од Сардиније, сардинијски краљ
- 17. новембар — Катарина Велика, руска царица